# Overwatch 2
Overwatch 2 — многопользовательская бесплатная компьютерная игра в жанре шутера от первого лица, разрабатываемая и издаваемая компанией Blizzard Entertainment. Являясь продолжением геройского шутера Overwatch, игра сохраняет привычную игровую атмосферу для режима PvP и добавляет постоянные кооперативные режимы. Основным изменением в PvP режиме стало уменьшение размера команды с шести до пяти человек, что потребовало переработки нескольких персонажей. Выход игры в раннем доступе состоялся 4 октября 2022 года для Windows, PlayStation 4, PlayStation 5, Xbox One, Xbox Series X/S и Nintendo Switch.
Полноценный релиз игры состоялся 10 августа 2023 года. Overwatch 2 стала первой игрой от Blizzard Entertainment доступной в онлайн-сервисе цифровой дистрибуции Steam.

## Игровой процесс
Overwatch 2 — это геройский шутер, в котором игроки делятся на две команды и выбирают «героя» из представленного списка персонажей. Персонажи делятся на классы: «урон», отвечающий за атакующие действия; «поддержка», отвечающий за лечение и баффы; и «танк», отвечающий за защиту команды. Каждый персонаж обладает уникальным набором умений, состоящим из активных, пассивных и ультимативных способностей. Overwatch 2, как и её предшественница, в первую очередь ориентирована на PvP-сражения в нескольких различных режимах и на разных картах и включает как обычные, так и рейтинговые соревновательные матчи.
Главным отличием от первой игры стало удаление одного слота танка в каждой команде, что привело к сокращению количества игроков в команде до пяти. По словам руководителя игры Аарона Келлера, разработчики надеются, что потеря одного танка ускорит игровой процесс, поскольку, по их мнению, первоначальная модель с шестью игроками делала игровой процесс медленным. Новые карты были разработаны таким образом, чтобы на них было больше укрытий, позволяющих компенсировать ослабление уровня защиты от танков. Герои были визуально обновлены, чтобы передать изменения в их облике, произошедшие за несколько лет игрового времени с момента событий первой игры. Дополнительно в игре появилась система пинга, позволяющая направлять внимание членов команды на определённые точки на карте.
В игре также появился новый PvP-режим «Натиск», в котором команды сражаются за управление роботом, который толкает груз на противоположную сторону карты. Некоторые существующие игровые режимы были исключены из Overwatch 2; бывший руководитель игры Джефф Каплан ранее заявил, что две карты с захватом контрольных точек, «Париж» и «Лунная колония „Горизонт“», будут недоступны в Overwatch 2, поскольку по отзывам сообщества они были признаны несбалансированными.
Overwatch 2 — free-to-play игра с боевым пропуском, который выдаётся на сезонной основе. В игре также предусмотрен внутриигровой магазин, где игроки могут приобретать декоративную косметику для персонажей. Blizzard заявила, что новые герои будут представлены в качестве награды на бесплатном уровне боевого пропуска, а у игроков, не попавших на его соответствующий уровень, будут другие способы получить героя бесплатно в последующих сезонах.
Для игры в Overwatch 2, независимо от платформы, требуется учётная запись Battle.net. В Overwatch 2 реализован кросс-прогресс, при этом косметические предметы и игровой прогресс будут общими для ПК и консольных версий. Разблокированные косметические предметы, внутриигровая валюта и статистика игрока из любого профиля Overwatch, связанного с такой учётной записью, были объединены и стали доступны на всех платформах после релиза. Соревновательные рейтинги по-прежнему раздельны, причём рейтинги консолей и ПК останутся независимыми друг от друга.

### Обновления после релиза
В августе 2023 года в 6-м сезоне были добавлены три PvE-миссии, развивающие сюжет и повествование вселенной Overwatch. В плане игровых механик аналогичны ранее выходившим миссиям «Архивов» и сезонным игровым режимам, за исключением того, что к PvE-миссиям даётся постоянный доступ через приобретение в игровом магазине. Этого же числа вышел новый режим — «Точка возгорания». Как и в режиме «Контроль объекта», основная цель — захватить и удержать общую контрольную точку до 100 %. Отличаются масштабностью карт, на которых представлены пять отдельных точек возгорания, и меньшим временем захвата по сравнению с «Контролем объекта». Центральная точка возгорания всегда активируется первой, а остальные четыре — случайным образом. Побеждает та команда, которая первая сумела захватить три точки. 7 сентября 2023 года был добавлен режим «Мастерство героев», представляющий собой полосу препятствий, которую игрок должен проходить с помощью способностей персонажа. Данный режим нацелен на освоение и улучшение игровых навыков выбранных героев.
В феврале 2024 года в 9-м сезоне были подвергнуты значительным изменениям боевая и соревновательная системы игры. Всем героям увеличили запас здоровья и размер снарядов, наносящих урон, а также была добавлена способность пассивного восстановления здоровья всем классам. Данные изменения были нацелены на то, чтобы решить проблему с резкими скачками урона и исцеления. В отличие от системы, применяемой с момента выпуска Overwatch 2, которая повышала или понижала ранг игрока после серии из 5 побед или 15 поражений соответственно, новая система вернулась к оригинальному подходу Overwatch, где соревновательный ранг игрока меняется после каждой игры, предоставляя дополнительную информацию о том, какие аспекты матча повлияли на изменение ранга. С введением этих изменений Blizzard объявила, что у всех игроков будет сброшен их соревновательный ранг, и им придется сыграть десять калибровочных матчей.
В апреле 2024 года, с началом 10-го сезона, Blizzard отменила своё прежнее решение о добавлении новых героев исключительно через боевой пропуск, сделав их доступными бесплатно для всех игроков сразу после выхода. Ранее выпущенные герои, добавленные в игру с момента запуска Overwatch 2 до этого изменения, также стали открытыми для всех пользователей. Однако игрокам, которые не разблокировали этих героев ранее через боевой пропуск, необходимо пройти обучающие миссии, чтобы получить к ним полный доступ.
В августе 2024 года в 12-м сезоне был введён новый игровой режим — «Битва». На картах этого режима расположены пять контрольных точек, выстроенных по линии между основными базами команд. Сначала команды сражаются за центральную точку; после её захвата активной становится следующая точка, расположенная ближе к базе противника. Для захвата ближайшей к вражеской базе точки необходимо удерживать её в течение трёх временных интервалов. Игра продолжается до тех пор, пока одна из команд не совершит пять успешных захватов.
В декабре 2024 года, в рамках 14-го сезона, Blizzard приступила к изучению реакции игрового сообщества на возможное возвращение формата командных сражений в формате 6 на 6, проведя ограниченное тестирование. Одновременно с этим были организованы временные внутриигровые события под названием Overwatch Classic, в ходе которых игроки могли опробовать режим 6 на 6 с героями, их прежними наборами способностей и картами из разных этапов истории Overwatch.
В феврале 2025 года, с началом 15-го сезона, в Overwatch 2 был добавлен соревновательный режим в формате 6 на 6. Наряду с этим в игре появилась новая игровая механика — таланты. Они представляют собой модификации уже существующих способностей героев, которые изменяют их взаимодействие в бою. Во время матча игроки зарабатывают опыт на двух уровнях и могут выбрать по одному из двух доступных талантов на каждом из них для своего героя. По словам ведущего геймдизайнера Алека Доусона, введение талантов было направлено на предотвращение стагнации и развитие игры, вместо стремления к идеальному балансу между героями. Также с 15-го сезона в игре снова доступны лутбоксы, которые игроки могут получать за участие в матчах, выполнение заданий боевого пропуска, еженедельные миссии и другими способами. Лутбоксы содержат почти все ранее выпущенные косметические предметы, а также новые, за исключением тех, что входят в боевой пропуск текущего сезона или являются частью временных событий. При этом лутбоксы нельзя приобрести напрямую, чтобы избежать ассоциаций с азартными механиками. Каждый лутбокс гарантированно содержит как минимум один предмет не ниже редкого уровня, а более ценные выпадают в пятом и двадцатом открываемом лутбоксе. По словам руководителя игры Аарона Келлера, цель возвращения лутбоксов — сделать прогрессию в игре более вознаграждающей, без прямой зависимости от микротранзакций.
В апреле 2025 года в рамках 16-го сезона в Overwatch 2 был запущен новый игровой режим под названием «Стадион». Его разработка началась сразу после выхода самой игры — на этом этапе команда уже размышляла о том, каким будет следующий крупный режим. «Стадион» представляет собой режим формата 5 на 5, состоящий из семи раундов. По итогам каждого раунда игроки получают жетоны в зависимости от своей результативности, которые можно потратить на улучшения для выбранного героя. В этом режиме доступен вид от третьего лица, позволяющий по-новому управлять персонажем. Режим позиционируется как соревновательный: за продвижение по рейтинговой системе игроки получают косметические награды. Кроме того, с началом 16-го сезона в основной соревновательный режим Overwatch 2 была введена система бана героев.
С выходом 17 сезона в июне 2025 года в стандартных режимах игры появилась система голосования за карты. Перед началом каждого матча игрокам предлагаются три карты, отобранные с помощью алгоритма, и каждый может отдать свой голос за одну из них. После этого карта для матча случайным образом выбирается из числа тех, за которые были отданы голоса.

## Герои
При переходе на Overwatch 2 Blizzard внесли множество изменений в баланс героев: из-за перехода на командный формат 5v5 большая часть характеристик персонажей была изменена. Главным отличием стало добавление пассивных способностей каждому классу: герои урона при атаке могут наложить на противника дебафф, снижающий получаемое лечение на 25 %, героям-танкам уменьшили на 30 % эффект отбрасывания и заряд ультимативной способности при исцелении и получении урона. Важным изменением стало также добавление возможности постепенного восстановления здоровья для всех классов после прекращения получения урона в течение нескольких секунд.
Для новичков, которые недавно создали свои учётные записи, стали действовать ограничения в доступе к персонажам: чтобы разблокировать их всех, требуется отыграть около 100 матчей. До 10 сезона доступ к героям из Overwatch 2 предоставлялся через приобретение в игровом магазине, боевой пропуск или особые испытания, если игрок не смог получить персонажа во время сезона. Однако, начиная с 16 апреля 2024 года, новые герои становятся доступными всем игрокам сразу после их выпуска, за исключением новичков, которым необходимо пройти The First Time User Experience (знакомство с игрой).
| Позывной | Роль      | Возраст | Оперативная база                                                                            | Принадлежность | Добавлен   |
| --- | --------- | ------- | ------------------------------------------------------------------------------------------- | --- | ---------- |
| Авентюра (англ. Venture) | Урон      | 26 лет  | Новая Шотландия, Канада (ранее)                                                             | Общество Искателей | 16.04.2024 |
| Авентюра (наст. имя — Слоун Кэмерон) — харизматичный и уверенный в себе археолог, обладает неугасимой страстью к древним артефактам и скрытым тайнам. Является первым небинарным персонажем в Overwatch. |           |         |                                                                                             | |            |
| Азарт (англ. Hazard) | Танк      | 24 года | Глазго, Шотландия (ранее)                                                                   | Шотландская армия (ранее) | 10.12.2024 |
| Азарт (наст. имя — Финдли Доерти) — радикальный нарушитель, стремительно снискавший известность в криминальных кругах. Стал олицетворением неумолимой силы, направленной на разрушение существующего порядка. |           |         |                                                                                             | |            |
| Иллари (англ. Illari) | Поддержка | 18 лет  | Рунасапи, Перу                                                                              | Воины Инти (ранее) Вигилант | 10.08.2023 |
| Иллари Киспе Руис — последняя представительница из воинов Инти, способных покорять солнечную энергию. Во время инициации в ряды воинов её сила высвободилась разрушительным потоком, из-за которой все представители её рода погибли. Несмотря на душевные терзания, она продолжила свои тренировки, чтобы искупить свои грехи. Стала первым персонажем релизной версии Overwatch 2. |           |         |                                                                                             | |            |
| Кирико (англ. Kiriko) | Поддержка | 21 год  | Канэдзака, Япония                                                                           | Клинки Ямагами, Ёкай | 04.10.2022 |
| Кирико Камори — мико и ниндзя-целитель из Канэдзаки, дочь бывшего мастера меча из клана Шимада. Стала первым персонажем, доступным через боевой пропуск. |           |         |                                                                                             | |            |
| Королева Стервятников (англ. Junker Quenn) | Танк      | 31 год  | Джанкертаун, Австралия                                                                      | Пустынники (ранее) Стервятники                                                                                                  | 04.10.2022 |
| Королева Стервятников (наст. имя — Одесса «Дез» Стоун) — бывшая пустынница и нынешняя правительница Джанкертауна, пресекает все беспорядки и готовит стервятников к битвам с роботами. |           |         |                                                                                             | |            |
| Мауга (англ. Mauga) | Танк      | 37 лет  | Апиа, Самоа                                                                                 | Морские налётчики (ранее) Коготь                                                                                                | 05.12.2023 |
| Маугалоа Малоси — бывший глава экоактивистов «Морские налётчики», ныне является участником «Когтя». Пренебрегая людскими законами, Мауга всегда стремился к приключенческой жизни. После тяжелой операции, где ему внедрили второе кибернетическое сердце (а позднее он заменил и своё настоящее), он стал жить каждый свой день как последний. Изначально Мауга должен был выйти в 2019 году, но, по мнению разработчиков, представленный набор умений не соответствовал характеру персонажа, вследствие чего был придуман Сигма. |           |         |                                                                                             | |            |
| Раматтра (англ. Ramattra) | Танк      | 28 лет  | Монастырь Шамбала, Непал                                                                    | Шамбала (ранее) «Нуль-сектор»                                                                                                   | 06.12.2022 |
| Раматтра — лидер «Нуль-сектора», изначально спроектированный как военная машина. Пользуется невероятной поддержкой своего народа и готов навязать миру свою философию. |           |         |                                                                                             | |            |
| Соджорн (англ. Sojourn) | Урон      | 51 год  | Торонто, Канада                                                                             | Основной резерв вооружённых сил Канады (ранее) Канадская армия (ранее) Канадский полк специального назначения (ранее) Overwatch | 04.10.2022 |
| Соджорн (наст. имя — Вивиан Чейз) — блестящий тактик, бывший капитан Overwatch, сражавшаяся ради справедливости, а не ради славы. |           |         |                                                                                             | |            |
| Ткач Жизни (англ. Lifeweaver) | Поддержка | 31 год  | Чиангмай, Таиланд (ранее) Архитектурная академия Vishkar, Индия (ранее) Аркология Атлантики | Корпорация Vishkar (ранее) | 11.04.2023 |
| Ткач Жизни (наст. имя — Ниран «Буа» Пруксамани) — учёный из Таиланда, использующий свою технологию биосвета для исцеления мира. Умный и любопытный искатель приключений. |           |         |                                                                                             | |            |
| Фрейя (англ. Freja) | Урон      | 34 года | Копенгаген, Дания (ранее)                                                                   | Вооружённые силы Дании (ранее) Overwatch (ранее)                                                                                | 22.04.2025 |
| Фрейя Сков — профессиональная охотница за головами, чьё имя хорошо известно в криминальных кругах. Говорят, раньше она применяла свои навыки преследования ради помощи тем, кто оказывался в беде, но времена изменили её. Теперь она работает исключительно по контрактам, и её клиенты никогда не остаются разочарованными. |           |         |                                                                                             | |            |
| Юнона (англ. Juno) | Поддержка | 19 лет  | Колония «Красное обещание», Марс (ранее) Пост наблюдения: Гибралтар                         | Колония «Красное обещание» | 20.08.2024 |
| Юнона Тео Мин — космический рейнджер из марсианской колонии, основанной командой «Красное обещание». Является первым человеком, родившимся на Марсе. |           |         |                                                                                             | |            |

## Разработка
Анонс игры состоялся на BlizzCon 2019. В игре будет совместный кооператив на 4-х игроков и новый режим для многопользовательской игры. Разработчиками объявлено, что у Overwatch и Overwatch 2 будет один клиент, при этом первая часть получит новую версию движка и некоторые нововведения сиквела, в том числе и новые режимы многопользовательской игры. Особое внимание было уделено тому, чтобы не допустить сегментации аудитории пользователей первой и второй части: новые карты, режимы и герои будут общими для всех. Кроме того было объявлено, что в Overwatch 2 будут сюжетные кампании, развивающие историю игровой вселенной, а также возможность улучшать персонажей и их навыки.
В Overwatch 2 планировались режимы игры PvE, которые должны были состоять из кооперативных миссий для четырёх игроков против NPC и быть доступны на постоянной, а не сезонной основе. В этом режиме игроки должны были набирать очки опыта для своего героя и открывать новые пассивные способности, называемые «талантами», позволяющие влиять на стиль игры героя. Предполагались как минимум два режима PvE: сюжетный режим миссий, в котором игроки ограничены выбором героя при повторном прохождении миссий, и миссии героев, в которых все герои могут быть задействованы в борьбе с волнами врагов на различных локациях, типы которых расширены по сравнению с противниками, которые были представлены в оригинальных сезонных PvE-событиях, однако 16 мая 2023 года на официальном YouTube-канале Overwatch Аарон Келлер во время стрима заявил об отмене прокачки персонажей и геройских миссий. По его словам, создание всех этих режимов и систем отнимало огромное количество ресурсов (по словам разработчиков, они словно делали две огромные игры одновременно), из-за чего невозможно было постоянно выпускать новый контент для актуальной версии игры. Новость была негативно воспринята игровой общественностью, многие сетовали на то, что режим героя в PvE был основной причиной появления цифры «2» в Overwatch 2. Другие чувствовали, что многолетний дефицит контента в Overwatch между анонсом и выпуском Overwatch 2 и неожиданное закрытие оригинальной игры того не стоили. Позднее Аарон Келлер выложил огромный блог с посланием игрокам о причинах отмены режима героев и дальнейших планах разработки:
С самого начала мы не могли определиться с тем, какими должны быть геройские миссии. Масштабы проекта росли. Мы пытались сделать слишком много вещей одновременно и потеряли фокус <...> Мы анонсировали нечто невообразимое. У игроков были огромные ожидания, но мы чувствовали, что не можем их оправдать <...> мы понимали, что больше не сможем снова перетянуть сотрудников с развития актуальной игры, дабы вновь заняться своим оригинальным видением проекта. Итак, мы приняли трудное решение отменить геройские миссии, и начали строить планы на будущее <...> Сейчас мы сосредоточились на том, чтобы сделать нашу игру постоянно развивающимся проектом. Мы по-прежнему планируем выпустить множество из того, что было показано на BlizzCon 2019, включая сюжетные миссии, открывающие новую главу вселенной Overwatch, новые виды кооперативного контента (которые мы еще не представили) и новые истории, которые мы будем выпускать, как в игре, так и за ее пределами. Мы рады новому направлению развития игры и с нетерпением ждем, когда вы сможете, наконец, увидеть, что мы создали.Аарон Келлер

## Рецензии
| Сводный рейтинг       | Сводный рейтинг                        |
| Агрегатор             | Оценка                                 |
| --------------------- | -------------------------------------- |
| Metacritic            | (PC) 79/100 (PS5) 76/100 (XSXS) 78/100 |
| «Критиканство»        | 78/100                                 |
| Иноязычные издания    |                                        |
| Издание               | Оценка                                 |
| Edge                  | 7/10                                   |
| Game Informer         | 9/10                                   |
| GameSpot              | 8/10                                   |
| IGN                   | 8/10                                   |
| Jeuxvideo.com         | 16/20                                  |
| Nintendo Life         | [ 70 ]                                 |
| PC Gamer (US)         | 74/100                                 |
| The Guardian          | [ 72 ]                                 |
| PCGamesN              | 6/10                                   |
| Русскоязычные издания |                                        |
| Издание               | Оценка                                 |
| 3DNews                | 9/10                                   |
| PlayGround.ru         | 8/10                                   |
| StopGame.ru           | Проходняк                              |

Overwatch 2 получила «в целом положительные» отзывы после выхода, согласно агрегатору рецензий Metacritic.
Тайлер Колп из PC Gamer критически отозвался о сиквеле, написав, что игра «намеренно или нет, пытается похоронить своего предшественника заживо». Колп добавил: «Оригинальная Overwatch все ещё находится там, избитая и переломанная, но груз коммерческих и конкурентных ожиданий Blizzard продолжает накапливаться». Лорен Бёрджин из издания PCGamesN считает, что «несмотря на то, что Overwatch 2 добавляет множество новых героев и функций в знаменитую игру от Blizzard, её PvP больше похоже на простое обновление контента, чем на полноценный сиквел».
О динамике игры 5v5, в отличие от динамики 6v6 предшественницы, Саймон Карди из IGN написал: «Это полностью вытаскивает Overwatch 2 из застойного мета-болота, в котором оказалась её предшественница на последние пару лет, но также лишает её некоторого блеска удовлетворительной командной игры». Карди также написал: «Если уместно задать вопрос о том, весело ли играть в Overwatch 2, то сейчас можно ответить — да. Это по-прежнему отличный шутер с героями, просто, возможно, сейчас он не работает на пике своей силы».
После выхода игры в онлайн-сервисе цифровой дистрибуции Steam игра получила крайне негативные отзывы пользователей.

### Комментарии
1. ↑  До 9-го сезона герои урона имели способность, позволяющую увеличить скорость перезарядки и передвижения на 25 % при убийстве врага.
2. ↑  До 9-го сезона данная способность имелась лишь у героев поддержки.